# Nord 3400
Die Nord 3400 Norbarbe ist ein leichtes zweisitziges Beobachtungs- und Verbindungsflugzeug der Nord Aviation für das französische Heer.

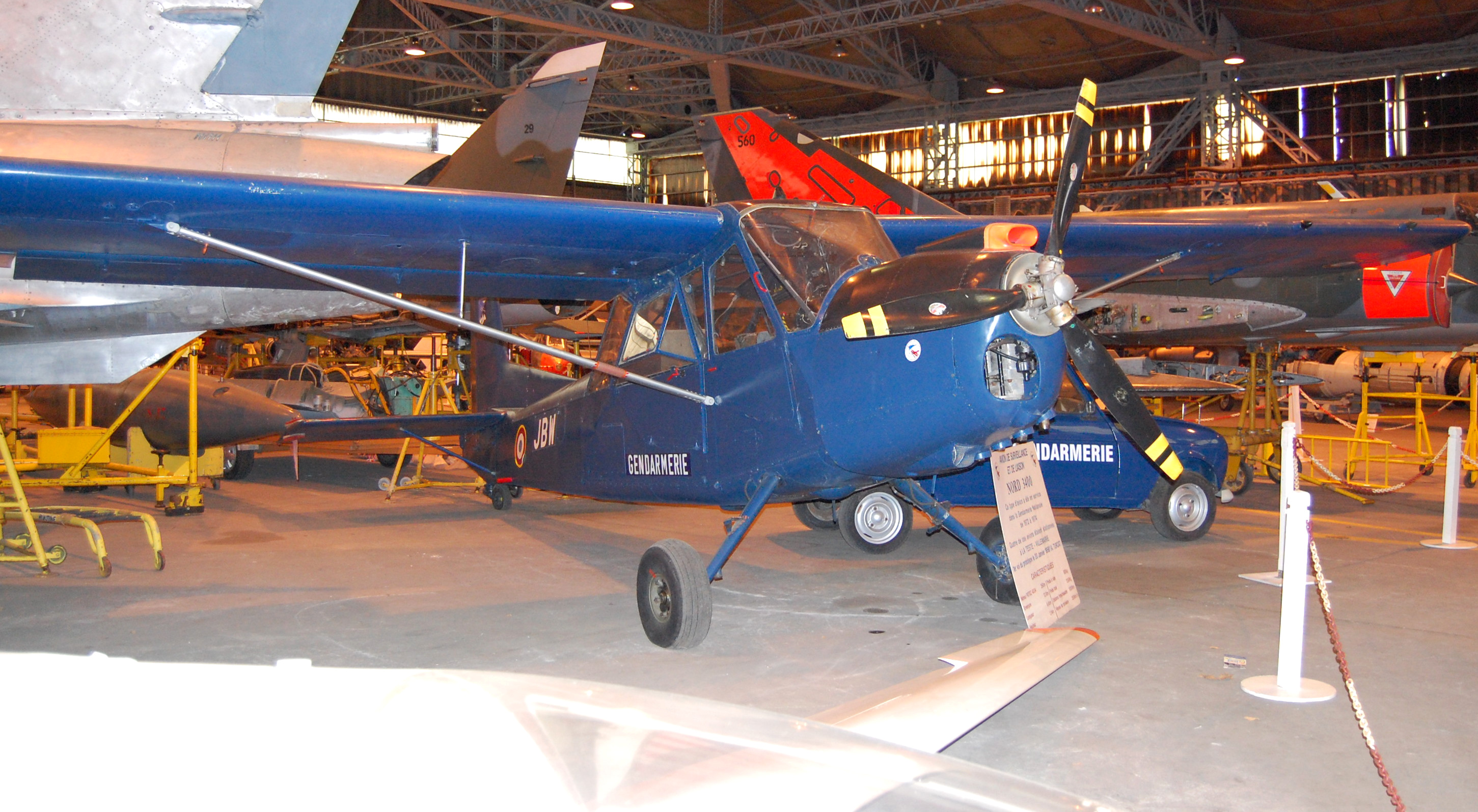
Ehemalige Nord 3400 der Gendarmerie nationale

## Geschichte
Die Nord 3400 wurde als Gewinner eines vom französischen Luftfahrtministerium ausgeschriebenen Konstruktionswettbewerbs für ein zweisitziges Artillerie-Beobachtungs- und Verbindungsflugzeug, das beim französischen Heer eingesetzt werden sollte, entworfen. Der erste Prototyp flog erstmals am 20. Januar 1958 und wurde von einem 240 PS (179 kW) leistenden Potez-4D30-Motor angetrieben. Ein zweiter Prototyp mit einer von 12,70 m auf 13,10 m vergrößerten Spannweite folgte am 13. September 1958 und es wurde von einem Potez-4D34-Motor mit 260 PS (194 kW) angetrieben. Das französische Heer (Aviation Légère de l’Armée) bestellte hierauf 150 Stück in der Ausführung des zweiten Prototyps, die bis zum März 1961 ausgeliefert wurden.

## Konstruktion
Die Nord 3400 ist ein abgestrebter Hochdecker mit einem festen Spornrad-Fahrwerk, einer geschlossenen Kabine und hintereinander angeordneten Sitzen für den Piloten und den Beobachter. Die zweiteilige einholmige Tragfläche hat ein NACA-23015-Profil, wobei die Flügelnase und die Treibstoffräume metallbeplankt sind, während ansonsten eine Stoffbespannung verwendet wird.
Die Flächenhälften sind an den Rumpf anklappbar.
Der Rumpf ist ein geschweißtes Stahlrohrgerüst, das vorne metallbeplankt und hinten über ein Holzformgerüst stoffbespannt ist. Der hintere Beobachtersitz ist um 360° drehbar und für die Aufnahme einer Liege leicht ausbaubar. Das Normalleitwerk verwendet eine abgestrebte Höhenflosse.

## Militärische Nutzer
Frankreich
- Französisches Heer

## Technische Daten
| Kenngröße             | Daten                                          |
| --------------------- | ---------------------------------------------- |
| Besatzung             | 1 + 1                                          |
| Länge                 | 8,42 m                                         |
| Spannweite            | 13,00 m                                        |
| Höhe                  | 2,20 m                                         |
| Flügelfläche          | 20,82 m²                                       |
| Flügelstreckung       | 8,1                                            |
| Leermasse             | 920 kg                                         |
| max. Startmasse       | 1350 kg                                        |
| Reisegeschwindigkeit  | 216 km/h                                       |
| Höchstgeschwindigkeit | 235 km/h                                       |
| Dienstgipfelhöhe      | 5800 m                                         |
| Reichweite            | 1000 km                                        |
| Antrieb               | 1 × Kolbenmotor Potez 4D34 mit 194 kW (260 PS) |